# Схиртладзе, Георгий Сергеевич
Георгий Сергеевич Схиртладзе (груз. გიორგი სერგოს ძე სხირტლაძე; 9 ноября 1932, село Мтискалта, Грузинская ССР, ЗСФСР, СССР — 25 марта 2008) — советский борец вольного стиля, серебряный и бронзовый призёр олимпийских игр в вольной борьбе, чемпион мира, четырёхкратный чемпион СССР. Заслуженный мастер спорта СССР (1960).

## Биография
Родился в высокогорном селе Мтискалта на северо-западе Грузии
В 1953 году занял 2 место на чемпионате СССР, в следующем году занял первое место.
Был включён в олимпийскую команду и на Летних Олимпийских играх 1956 года в Мельбурне боролся в весовой категории до 79 килограммов (средний вес).
Победитель турнира определялся по количеству штрафных баллов к окончанию турнира
В схватках:
- в первом круге решением судей со счётом 3-0 проиграл Николе Станчеву (Болгария), получив 3 штрафных балла;
- во втором круге на 3 минуте тушировал Николаса Архалеса (Филиппины);
- в третьем круге на 5 минуте тушировал Мани ван Зиля (ЮАР);
- в четвёртом круге на 8 минуте тушировал Ганса Штерра (Германия);
- в пятом круге решением судей со счётом 2-1 выиграл у Исмета Атлы (Турция), получив 1 штрафной балл;
- в шестом круге на 12 минуте был туширован Дэном Ходжем (США) и в результате турнира стал бронзовым призёром олимпийских игр;

Был включён в олимпийскую команду и на Летних Олимпийских играх 1960 года в Риме боролся в весовой категории до 79 килограммов (средний вес). Победитель турнира определялся по количеству штрафных баллов к окончанию турнира, штрафные баллы начислялись борцу в любом случае, кроме чистой победы, так победа по решению судей приносила 1 штрафной балл, проигрыш по решению судей 3 штрафных балла. Участник, набравший 6 штрафных баллов выбывал из турнира.
В схватках:
- в первом круге на 2 минуте тушировал Моххамеда Азиф Хокана (Афганистан);
- во втором круге на 10 минуте тушировал Георга Утца (Германия);
- в третьем круге решением судей проиграл Эдварду Де Витту (США), получив 3 штрафных балла;
- в четвёртом круге решением судей выиграл у Мадо Сингха (Индия), получив 1 штрафной балл;
- в пятом круге в схватке с Хансом Антонссоном (Швеция) была зафиксирована ничья

Набрав 6 штрафных баллов, занял второе место.
Коронным приёмом Георгия Схиртладзе был переворот в партере разгибанием, так называемая «растяжка».

## Награды
- Орден «Знак Почёта»
- Медаль «За трудовую доблесть» (27.04.1957) — за успехи, достигнутые в деле развития массового физкультурного движения в стране, повышения мастерства советских спортсменов, и успешное выступление на международных соревнованиях
- Медаль «За трудовую доблесть» (16.09.1960) — за успешные выступления в XVII летних и VIII зимних Олимпийских играх 1960 года, а также за выдающиеся спортивные достижения[5]